# Ceratitis cosyra
Ceratitis cosyra är en tvåvingeart som först beskrevs av Walker 1849.  Ceratitis cosyra ingår i släktet Ceratitis och familjen borrflugor. Inga underarter finns listade i Catalogue of Life.